# São Paulo das Missões
São Paulo das Missões – miasto i gmina w Brazylii, w stanie Rio Grande do Sul. Znajduje się w mezoregionie Noroeste Rio-Grandense i mikroregionie Cerro Largo.